# Чернеевский, Николай Степанович
Николай Степанович Чернеевский (10 (22) мая 1835 — 19 апреля (1 мая) 1870) — русский педагог.
Родился в Вятке. После окончания Вятской гимназии учился на физико-математическом факультете Казанского университета и в 1856 году окончил курс со степенью кандидата. Первоначально преподавал математику и физику в Уфимской гимназии; в августе 1858 года (или 1857) перешёл старшим учителем математики и физики во 2-ю казанскую гимназию. Преподавательская деятельность его в этой гимназии продолжалась до 1867 года, когда он был назначен инспектором в 1-ю Казанскую гимназию. Ясным и толковым преподаванием, в сочетании с простым и гуманным отношением к воспитанникам, Чернеевский выделялся из обычной среды многих провинциальных педагогов того времени. Кроме педагогической деятельности во 2-й гимназии он был ещё преподавателем физики в Родионовском институте благородных девиц и в Казанской женской гимназии. 
Умер от чахотки в чине коллежского советника 19 апреля (1 мая) 1870 года. 
Его несколько статей были напечатаны в «Журнале Министерства Народного Просвещения».
Был женат на Александре Егоровне Розентретерг[уточнить].

## Источник
- Чернеевский, Николай Степанович // Русский биографический словарь : в 25 томах. — СПб.—М., 1896—1918.